# Gouvernementen van Jemen

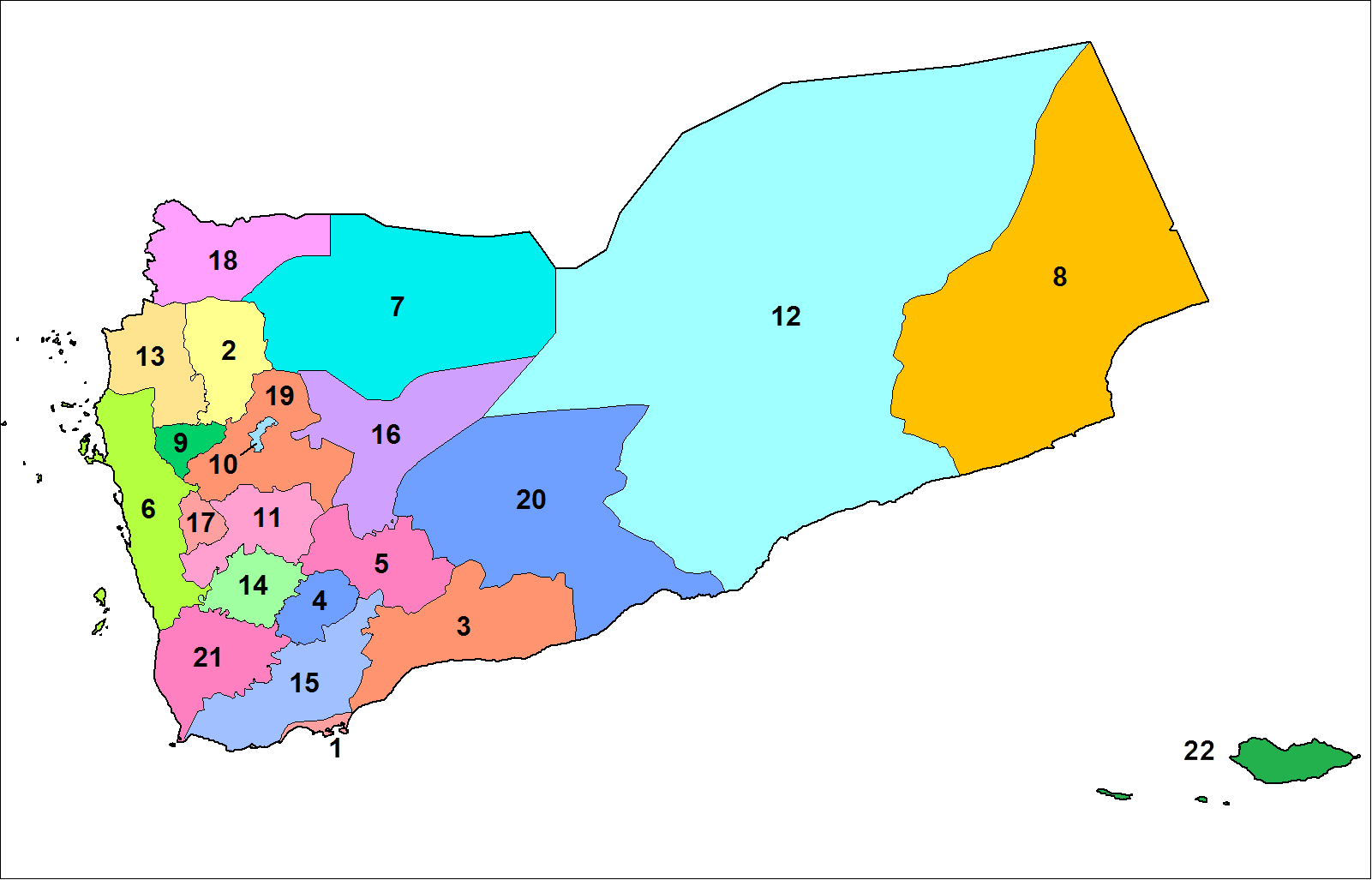
Gouvernementen van Jemen

Jemen is verdeeld in eenentwintig gouvernementen (muhafazah) en één gemeente (amanah).
| Naam               | Hoofdstad   | Oppervlakte (km2) | Bevolking (2013) | Legenda |
| ------------------ | ----------- | ----------------- | ---------------- | ------- |
| Abyan              | Zinjibar    | 21.939            | 658.824          | 3       |
| Aden               | Aden        | 1.114             | 1.087.653        | 1       |
| Ad Dali'           | Ad Dali'    | 4.786             | 602.613          | 4       |
| Al Bayda'          | Al Bayda'   | 11.193            | 835.683          | 5       |
| Al Hudaydah        | Al Hudaydah | 17.509            | 3.774.914        | 6       |
| Al Jawf            | Al Hazm     | 30.620            | 663.147          | 7       |
| Al Mahrah          | Al Ghaydah  | 82.405            | 224.406          | 8       |
| Al Mahwit          | Al Mahwit   | 2.858             | 732.360          | 9       |
| 'Amran             | 'Amram      | 9.587             | 1.123.651        | 2       |
| Dhamar             | Dhamar      | 10.495            | 1.697.067        | 11      |
| Hadramaut          | Al Mukalla  | 191.737           | 1.329.085        | 12      |
| Hajjah             | Hajjah      | 10.141            | 1.887.213        | 13      |
| Ibb                | Ibb         | 6.484             | 3.911.070        | 14      |
| Lahij              | Lahij       | 15.210            | 926.291          | 15      |
| Ma'rib             | Ma'rib      | 20.023            | 504.696          | 16      |
| Raymah             | Jabin       | 3.442             | 502.505          | 17      |
| Sa'dah             | Sa'dah      | 15.022            | 987.663          | 18      |
| Gouvernement Sanaa | Sanaa       | 15.052            | 2.279.665        | 19      |
| Gemeente Sanaa     |             | 126               | 1.174.767        | 10      |
| Socotra            | Hadiboh     | ...1)             | ...1)            | 22      |
| Shabwah            | 'Ataq       | 47.728            | 651.509          | 20      |
| Ta'izz             | Ta'izz      | 12.605            | 4.554.443        | 21      |

1) Het gouvernement Socatra is ontstaan in december 2013 uit delen van het gouvernement Hadramaut, de gegevens zijn daar toegevoegd.
De gouvernementen zijn weer onderverdeeld in 333 districten (muderiah).